# Egon Bahr
Egon Karl-Heinz Bahr (Treffurt, 18 de março de 1922 – 20 de agosto de 2015) foi um político alemão, filiado ao Partido Social-Democrata da Alemanha (SPD).

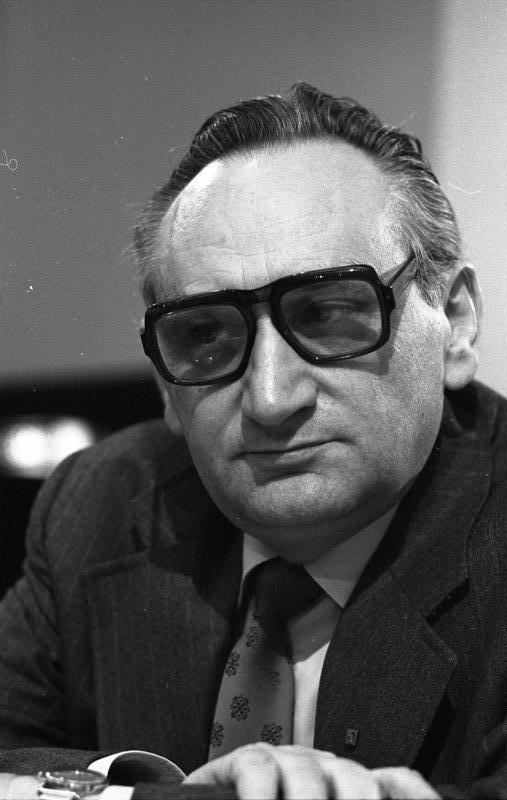
Egon Bahr, 1978

## Obras publicadas
- Zu meiner Zeit. Munique 1996, ISBN 3-89667-001-8 (Autobiografia)
- Willy Brandts europäische Außenpolitik (Schriftenreihe der Bundeskanzler-Willy-Brandt-Stiftung, Heft 3). Berlim 1999
- Deutsche Interessen: Streitschrift zu Macht, Sicherheit und Außenpolitik. Munique 2000, ISBN 3-442-75593-X
- Der deutsche Weg: Selbstverständlich und normal. Munique 2003, ISBN 3-89667-244-4
- Plädoyer für eine transatlantische Arbeitsteilung. In: Jäger, Thomas / Höse, Alexander / Oppermann, Kai (eds.) 2005: Transatlantische Beziehungen: Sicherheit – Wirtschaft – Öffentlichkeit, VS Verlag für Sozialwissenschaften, Wiesbaden pp. 489-495, ISBN 3-531-14579-7